# A házbontás (Így jártam anyátokkal)
A házbontás az Így jártam anyátokkal című televízió-sorozat ötödik évadának huszadik epizódja. Eredetileg 2010. április 19-én vetítették, míg Magyarországon 2010. november 1-jén.
Ebben az epizódban Ted, látván az anyja második házasságát, úgy dönt, hogy vesz egy házat. Eközben Barney kineveti Robint, amiért az sírt az esküvőn.

## Cselekmény
Tedet megdöbbenti, hogy az anyja, és akkor már sok éves élettársa, a hippi Clint összeházasodnak. Nagyon megviseli őt a dolog, és ezért miután Clint belekezd egy (kissé obszcén hangvételű) dalba, amit erre az alkalomra írt, úgy dönt, lelép, és a köszöntőjét sem mondja el. Eltűnik három napra, majd azzal áll a többiek elé, hogy vett egy házat. A többiek kételkednek abban, hogy ez normális döntés volt, mert az épület régi és meglehetősen rozoga, de Ted azt mondja, hogy nekilát a felújításnak, és majd ha lesz családja, beköltözhetnek. Mindenki szerint elhamarkodott lépés volt ez, hiszen még párkapcsolata sincs, nemhogy családja. Marshall eközben úgy próbálja oldani a feszültséget, hogy egy játékot játszik a többiekkel: bizonyos tetteire ki kell találnia a többieknek, hogy amikor azt csinálta, részeg volt, vagy gyerek. Ted kihív egy szakembert, hogy megnézze a ház hibáit, és amikor az is közli, mennyi hibája van a háznak (és főként amikor a szakember lezuhan az emeletről), Ted belátja, hogy hibás döntést hozott. Elszomorodik, hogy az élete álmai nem fognak teljesülni, amire Lily vigaszképpen egy kalapácsot ad a kezébe, és elkezdik szétverni a házat.
Az epizód alatt Barney végig azt állítja, hogy Robin elsírta magát Clint dala alatt, és ezzel cikizi. Később aztán kiderül, hogy valójában Barney sírt, Robin pedig csak magára vállalta az egészet. Barney azt mondja, irigyli Clintet, és felidézi azt a múltbeli csodálatos pillanatot, amikor kivitte Virginiát a repülőtérre. Végül Ted meglátogatja az anyjáékat, bocsánatot kér tőlük, és felolvassa a pohárköszöntőjét. Majd visszamegy a házhoz, ahol Marshall kolbászokat sütöget a teraszon. Tudja, hogy Ted nem fogja hagyni elveszni a házat, Ted pedig hálás a barátjának, amiért kiáll mellette. Jövőbeli Ted ezután felfedi, hogy a ház megmaradt: alapos felújítást kapott, és végül ez az a ház, ahol Ted és a gyerekek is laknak, amikor zajlik a történet mesélése.

## Kontinuitás
- Lily "A pulykával tömött pocak" című részben jött rá, hogy a csípője nem "Eriksen-baba kompatibilis".
- Ted szülei a "Villásreggeli" című részben jelentették be, hogy elváltak. A Barney és Virginia között történtek is ezt az epizódot követően történtek.
- Az esküvőn Barney Ted szexi húgát, Heathert hajszolja. Az "Egy kis Minnesota" című részben ez már említésre került.
- Barney először az "Egy kis Minnesota" című részben célzott arra, hogy történt valami közte és Ted anyja közt.

## Jövőbeli visszautalások
- Ted leendő házába később is visszatér a banda: az "Apu, a fergeteges", a "Katasztrófa elhárítva", és a "Valami új" című részekben.

## Érdekességek
- Az "Arrivederci, Fiero" című rész szerint Barney 2007-ig nem tudott vezetni, itt viszont az látható, hogy 2006-ban már kocsiban ült. Az az epizód azonban visszaemlékezést mutat be, így nem kizárt, hogy Barney a köztes időben mégis megtanult autót vezetni.
- Amikor Ted megüti a falat, azon csak egy apró lyuk látható. A következő vágásnál a lyuk jóval nagyobb.

## Zene
- Clint - Ode to Virginia
- Bob Seger - Night Moves
- Crosby, Stills, Nash & Young - Our House

## Vendégszereplők
- Cristine Rose - Virginia Mosby
- Harry Groener - Clint
- Gary Anthony Williams - szakértő
- Suzie Plakson - Judy Eriksen
- Cinda Adams - esküvői vendég
- Thomas Crawford - esküvői vendég
- Kathleen M. Darcy - esküvői vendég
- Jim Grollman - Larry bácsi
- Marianne Muellerleile - Meredith
- Linda Porter - Muriel
- Koby Rouviere - tízéves Marshall